# Foreste sclerofille e miste dell'Egeo e della Turchia occidentale
Le foreste sclerofille e miste dell'Egeo e della Turchia occidentale costituiscono un'ecoregione terrestre della ecozona paleartica, appartenente al bioma delle foreste, boschi e macchie mediterranei (codice ecoregione: PA1201). Si estendono per circa 134.000 km² lungo la costa occidentale della Turchia, gran parte della Grecia continentale e delle isole dell'Egeo, includendo inoltre porzioni della Macedonia del Nord sud-orientale e una piccola area della Bulgaria, al confine con Grecia e Macedonia del Nord.
La regione conserva ancora importanti aree di pineta e ospita specie rare ed endemiche, come Liquidambar orientalis e la palma da dattero di Creta (Phoenix theophrastii).
È parte della ecoregione globale n. 123 Formazioni forestali mediterranee, inserita nella lista Global 200.
Lo stato di conservazione è classificato come in pericolo critico.

## Territorio
L'ecoregione si sviluppa prevalentemente lungo le coste del mar Egeo e comprende due sezioni: una europea e una asiatica. La porzione asiatica si estende lungo la sponda orientale dell'Egeo, dalle coste turche della penisola di Biga (l'antica Troade), seguendo tutta la costa occidentale dell'Anatolia fino alla penisola di Teke, nell'antica Licia (distretto di Kumluca). Include anche una stretta fascia costiera lungo il Mar di Marmara, fino al golfo di İzmit.
La sezione europea inizia nella Tracia sud-orientale, con la penisola di Gallipoli, e prosegue verso ovest attraversando la Macedonia greca, la Tessaglia, la Beozia, l'Attica, l'isola di Eubea, quasi tutto il Peloponneso (esclusi i rilievi centrali) e la Grecia occidentale, spingendosi a nord del golfo di Arta. Ne fanno parte anche tutte le isole greche dello Ionio e dell'Egeo, ad eccezione di Creta. L'ecoregione comprende inoltre la parte meridionale della valle del fiume Vardar, in Macedonia del Nord, e l'estremo angolo sud-occidentale della Bulgaria.
Il paesaggio orientale è prevalentemente pianeggiante, mentre quello occidentale è caratterizzato da rilievi montuosi come il Taigeto, il Parnone, l'Aroania e il Cillene nel Peloponneso, nonché i monti Olimpo e Otri nella Grecia centrale.
Numerosi fiumi attraversano la regione. Tra i principali, in Anatolia: Edremit, Bakırçay (o Caico), Gediz, Piccolo Meandro e Grande Meandro; nella parte europea: Evros, Mesta, Struma, Vardar, Aliacmone e Peneo.
Le precipitazioni medie variano notevolmente tra l'inverno, umido, e l'estate, secca, con una media annua compresa tra i 600 e i 1.350 mm.

## Flora
Le formazioni vegetali prevalenti appartengono alla macchia mediterranea, dominata da arbusti sempreverdi e dal pino calabro. Tra le specie più comuni si trovano il corbezzolo, il corbezzolo greco, la ginestra odorosa e l'alloro. Dove il pino calabro è assente, predominano la quercia spinosa, lo sparzio villoso, la marruca e l'erica arborea.
Tra le associazioni vegetali caratteristiche si segnalano: 
- ulivo - carrubo, tipica delle aree meridionali fino a Smirne;
- corbezzolo greco - acero di Creta (Acer sempervirens) - leccio, sul monte Micale;
- boschi di quercia da galla, lungo le coste.

Il sud della Turchia ospita numerose specie endemiche. Particolarmente rilevante è il liquidambar turco (Liquidambar orientalis), considerato vulnerabile secondo la IUCN, e distribuito in una ristretta area tra il fiume Çine (affluente del Meandro) e la città costiera di Fethiye. Un'altra specie endemica è la palma da dattero di Creta  (Phoenix theophrastii), presente in alcune valli costiere, tra cui Datça e Kumluca-Karaöz, con nuclei secondari a Bodrum-Göltürkbükü.

## Fauna
Tra i mammiferi presenti si annoverano il cinghiale (Sus scrofa), la volpe rossa (Vulpes vulpes), l'istrice (Hystrix cristata), lo sciacallo (Canis aureus), il lupo (Canis lupus), il tasso (Meles meles), la lepre (Lepus ), il riccio (Erinaceus europaeus), lo scoiattolo (Sciurus) e la martora (Martes martes). Queste specie si concentrano in aree specifiche, specialmente all'interno dei parchi nazionali e delle riserve protette. Segnalazioni occasionali riguardano anche la lince (Lynx lynx), il gatto selvatico (Felis silvestris) e l'orso (Ursus arctos).
L'ecoregione rappresenta inoltre un'area di nidificazione o di passaggio per numerose specie di uccelli, in particolare nelle zone costiere e umide. Tra queste: il marangone minore (Phalacrocorax pygmeus), il pellicano dalmata (Pelecanus crispus), il gobbo rugginoso (Oxyura leucocephala) e il grillaio (Falco naumanni), quest'ultimo considerato a rischio di estinzione.
Nelle foreste dominate da Liquidambar orientalis si trovano specie ornitiche caratteristiche, come l'usignolo (Luscinia megarhynchos), il canapino pallido (Hippolais pallida) e l'usignolo di fiume (Cettia cetti).
L'area ospita anche importanti siti di nidificazione della tartaruga marina Caretta caretta, specie minacciata a livello globale.

## Popolazione
Come accade in gran parte delle aree costiere del Mediterraneo, la regione è stata densamente abitata fin dall'antichità.

## Conservazione

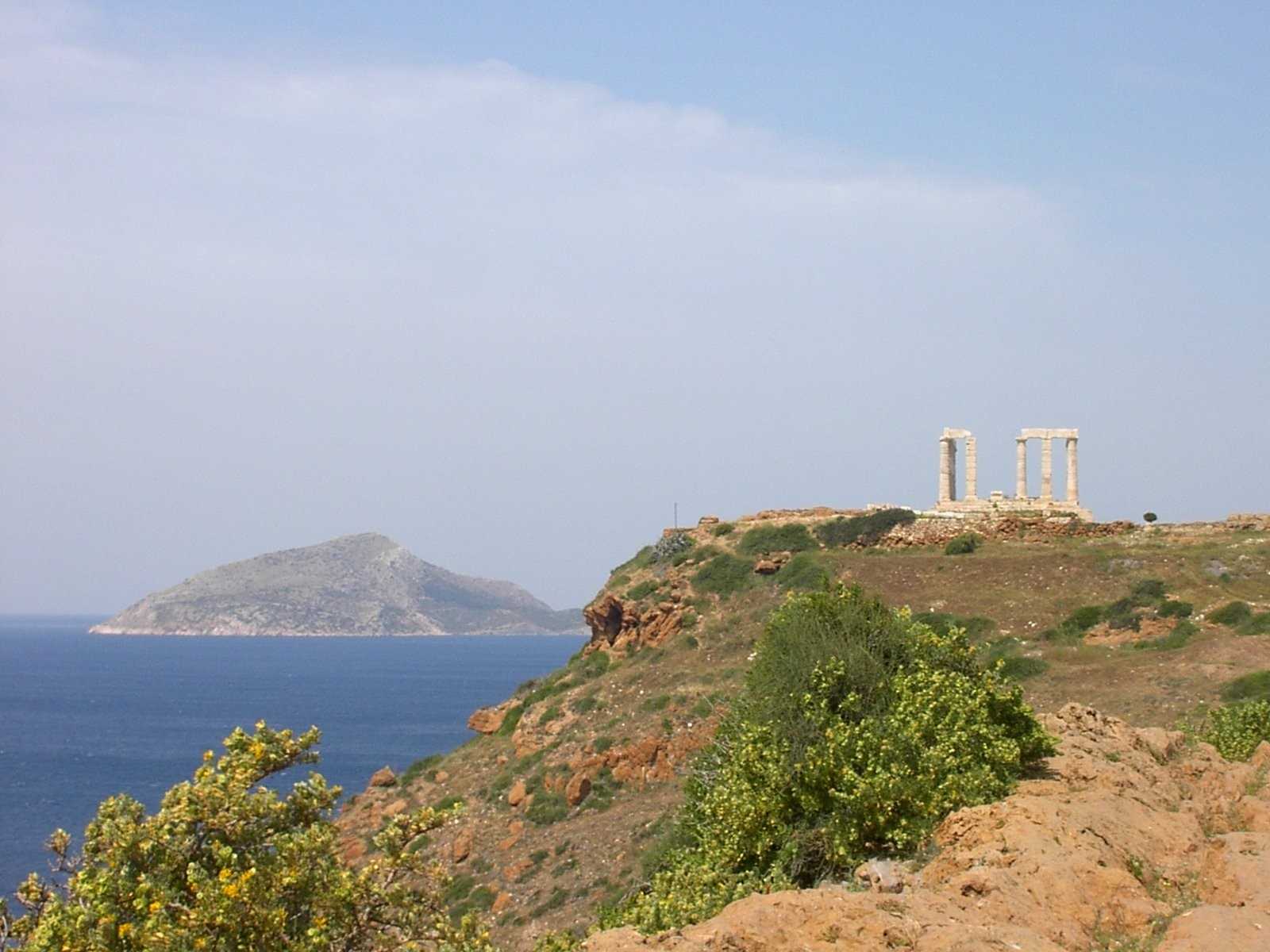
Panorama visto da capo Sunio

L'alta densità abitativa, gli insediamenti diffusi e le attività agricole hanno causato una significativa perdita dell'habitat naturale. Tra le principali minacce si annoverano l'urbanizzazione, la conversione delle aree forestali a uso agricolo, il sovrapascolo e il disboscamento illegale.
Tuttavia, la regione ospita numerose aree protette e zone di rilevanza ornitologica (IBA), tra cui:
- Parco nazionale di Gallipoli, in Turchia;
- Parco nazionale di Marmaris, in Turchia;
- Parco nazionale della penisola di Dilek, in Turchia;
- Parco nazionale del Monte Olimpo, in Grecia;
- Parco nazionale del Parnete, in Grecia;
- Parco nazionale del Parnaso, in Grecia.